# Logotektonik
Unter dem Terminus Logotektonik bezeichnete der deutsche Philosoph Heribert Boeder den Versuch, den Fortgang der abendländischen Philosophie in Form eines geschlossenen Ganzen darzustellen. Das „logotektonische Denken“ lässt sich dabei nicht trennscharf als eine „Methode“ oder ein „Paradigma“ der Philosophie bestimmen, sondern muss als eine philosophische Denkweise oder eine hermeneutische Heuristik aufgefasst werden. So dient es primär dem Ziel, ein Erfassen der Philosophiegeschichte als ein nicht-kontingentes und geschlossenes Gebilde zu ermöglichen, ohne im strengen Sinne auf geschichtsphilosophische Entwürfe zurückgreifen zu müssen.

## Herleitung des Begriffs
Der Begriff „Logotektonik“ setzt sich aus zwei altgriechischen Wortstämmen zusammen, dem altgriechischen λόγος [lógos], dessen Begriffsgeschichte Boeder einen gesonderten Aufsatz widmet; und τεκτονικός [tektonikós] „in der Baukunst geschickt“. Dieses artifiziell gebildete Kompositum lässt sich unverbindlich als „die zum Logos gehörende Baukunst“ oder freier „Baukunst der Logoi“ übersetzen, was sich auch in Boeders Umgang mit dem konzeptionellen Verständnis des philosophischen Logos widerspiegelt. Dass dabei λόγος unübersetzt lediglich ins Deutsche transkribiert wird, rekurriert auf die reichhaltige Begriffsgeschichte dieses Terminus, der eine eindeutigen Übersetzung als „Wort“, „Lehre“ oder „Wissenschaft“ nicht gerecht werden kann.

## Theoretische Grundlagen
Boeder publizierte nur vereinzelt explizite Annotationen zum Verständnis und zur Realisierung des „logotektonischen Denkens“. Der als programmatisch einzuschätzende Aufsatz „Logotektonisch Denken“ erschien erst 1998; und damit 18 Jahre nach der Publikation des ersten Magnum Opus, der „Topologie der Metaphysik“, wo die Prinzipien der Logotektonik bereits umfassend zum Einsatz gekommen waren. Dieselben systematischen Maximen bildeten dabei die Hintergrundfolie der Fortführung des mit dem o.a. Werk begonnenen Projekts mit dem 1988 erschienenen „Das Vernunft-Gefüge der Moderne“ und schließlich dem 2006 publizierten Werk „Die Installationen der Submoderne. Zur Tektonik der heutigen Philosophie“.
Das Ganze der Philosophie ist für Boeder ein fluides Gebilde, wenngleich dieses auch von einer aufwändigen Begriffsapparatur erfasst werden kann.  Als das „logotektonische Denken“ könnte die Handhabung dieser begrifflichen Baukunst bezeichnen und zwar in Form eines für Boeder spezifisch geschichtlichen Begriff der Vernunft, „der die Vernunft nicht mehr als gegebenes Vermögen festhalten kann, sondern sich darauf beschränkt, sie als dreigliedrige ratio terminorum, will sagen: als geschlossene Verhältnisse verschiedener Termini, zu realisieren. Diese Termini sind Gesichtspunkte, nach denen die Logotektonik bei ihrem Bauen verfährt. Sie fügen sich ihrerseits zu Figuren, welche zugleich den Zusammenschluß von jeweils drei Positionen des Denkens zu einem Ganzen erkennen lassen.“ Unter expliziter Berufung auf Heideggers „Die Bestimmung der Sache des Denkens“ „sind die erwähnten rationes oder Verhältnisse zu unterscheiden nach dem Terminus des Denkens, dem der Sache und dem der Maßgabe.“ Ein dergestalt differenzierter Begriff der Vernunft entwickelt sich also aus den durch die Berücksichtigung der rationes resultierten Figuren und die „sich daraus ergebenden Unterschiede können in jeder ihrer Epochen als diejenigen der »natürlichen«, »mundanen« und »conceptualen Vernunft« bezeichnet werden. Nach diesen Bezeichnungen erschließt sich die Vernunft allein von ihren unterschiedlichen Aufgaben innerhalb einer selben Epoche her.“ Dieses nur schwer zu illustrierende, aber umso mehr entscheidende Moment der logotektonischen Denkmechanik im Hinblick auf die unterschiedlichen Aufgaben oder Funktionen der Vernunft wird an anderer Stelle erläuternd aufgegriffen: „Deren [der drei Termini] unterschiedliche Abfolge bindet die einzelnen rationes zu einer Figur. Das je andere Gepräge der Figuren entfaltet sich vom ersten Terminus ihrer jeweils ersten ratio her: für die natürliche, bzw. technische Vernunft vom Erkennen, für die conceptuale Vernunft von der Bestimmung, für die weltliche Vernunft von der Sache her.“
Im o. a. programmatischen Aufsatz suchte Boeder, sich vom theoretisierenden und methodologisierenden Gestus der Logotektonik zu distanzieren. Das „logotektonische Denken“ sollte die Möglichkeit einer hermeneutischen Erfassung einer mittlerweile den Rahmen der Erfassbarkeit deutlich überschreitenden Geschichte der Philosophie ermöglichen: „Nicht als Organon eines Vernunftwesens, sondern als Organ der Menschenart.“ Für diese These spricht auch Boeders offenkundig mangelndes Interesse an der Gründung einer philosophischen Schule auf der Basis seiner Theorie oder der Etablierung der Logotektonik als ein disziplinimmanentes Paradigma. Die Vorzüge des „logotektonischen Denkens“ sollten sich auch vorwiegend nicht in geisteswissenschaftlichen Deliberationen, sondern in actu manifestieren: „Wir lassen die Namens-Klärung unseres Titels beiseite. Er soll sein Recht im folgenden Bauen von Figuren aus rationes oder λόγοι bekunden.“